# Zosimus Dawydow
Zosimus (russisch Зосима; bürgerlich russisch Игорь Васильевич Давыдов, Igor Wassiljewitsch Dawydow; * 12. September 1963 in Krasnojarsk; † 9. Mai 2010 in Jakutsk) war ein russisch-orthodoxer Bischof von Jakutsk und Lensk.

## Leben

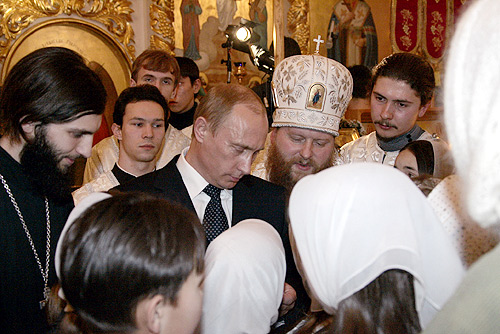
Zosimus mit Putin in Jakutsk

Bischof Zosimus wurde in Krasnojarsk geboren. Im Jahr 1968 zog die Familie nach Moskau, wo er 1980 sein Abitur absolvierte. Er immatrikulierte sich an der Moskauer Kunstschule, zur gleichen Zeit engagierte er sich als Prediger und Küster in der Kirche der Märtyrer sowie im Menschikow-Turm in Moskau. Von 1985 bis 1987 leistete er seinen Dienst in der sowjetischen Armee und war als Reservist in der Sanierung des Moskauer Danilow-Klosters, dem Amtssitz des Patriarchen der Russisch-orthodoxen Kirche, involviert.
1988 trat er in das Moskauer Priesterseminar ein. 1990 trat er der Ordensgemeinschaft der Bruderschaft der Dreifaltigkeit und des Heiligen Sergius bei und wurde am 16. Dezember 1991 durch Archimandrit Theognost aufgenommen. Er erhielt die typische Tonsur und den Ordensnamen Zosimus. Durch Alexius II., Patriarch von Moskau und der ganzen Rus und damit Oberhaupt der Russisch-Orthodoxen Kirche, erhielt er im April 1992 die Weihe zum Diakon, am 13. Dezember 1992 die Priesterweihe.
Von August 1998 bis Oktober 2000 war Zosimus in der Missionsseelsorge in Jerusalem tätig, wo er an der 2000-Jahr-Feier beteiligt war. Nach seiner Tätigkeit im Danilow-Kloster war er ab 2001 im Sacristan-Kloster tätig. Am 12. September 2003 wurde Zosimus zum Abt ernannt.
Mit Beschluss der Heiligen Synode der Russisch-Orthodoxen Kirche am 17. August 2004 wurde er Superior-Bischof von Jakutsk und Lena. Am 26. August 2004 erfolgte durch Patriarch Alexius II. die Ernennung zum Archimandrit und am 27. September 2004 die Bischofsweihe in der Moskauer Christ-Erlöser-Kathedrale.
Bischof Zosimus starb an den Folgen eines Herzinfarkts.